# بايرون وليامز
بايرون وليامز (بالإنجليزية: Byron Williams)‏ هو لاعب كرة القدم الكندية أمريكي، ولد في 31 أكتوبر 1960 في تيكساركانا في الولايات المتحدة.

## وصلات خارجية
- بايرون وليامز على موقع مرجع كرة القدم المحترفة.كوم (الإنجليزية)